# Poleski Park
Poleski Park (biał. Палескі Парк, ros. Полесский Парк) – przystanek kolejowy w miejscowości Grodno, w obwodzie grodzieńskim, na Białorusi.